# 施瓦曹河谷沃尔夫斯贝格

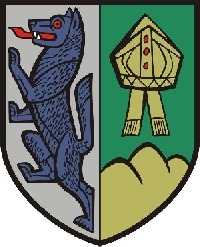
徽章

施瓦曹河谷沃尔夫斯贝格（德语：Wolfsberg im Schwarzautal），是奥地利施泰爾馬克州莱布尼茨县的一个市镇。总面积10.5平方公里，总人口799，人口密度76人/平方公里（2012年1月1日）。海拔304米。邮编8421，电话区号03184。